# Eremobates lapazi
Eremobates lapazi är en spindeldjursart som beskrevs av Muma 1986. Eremobates lapazi ingår i släktet Eremobates och familjen Eremobatidae. Inga underarter finns listade i Catalogue of Life.